# 코나예프

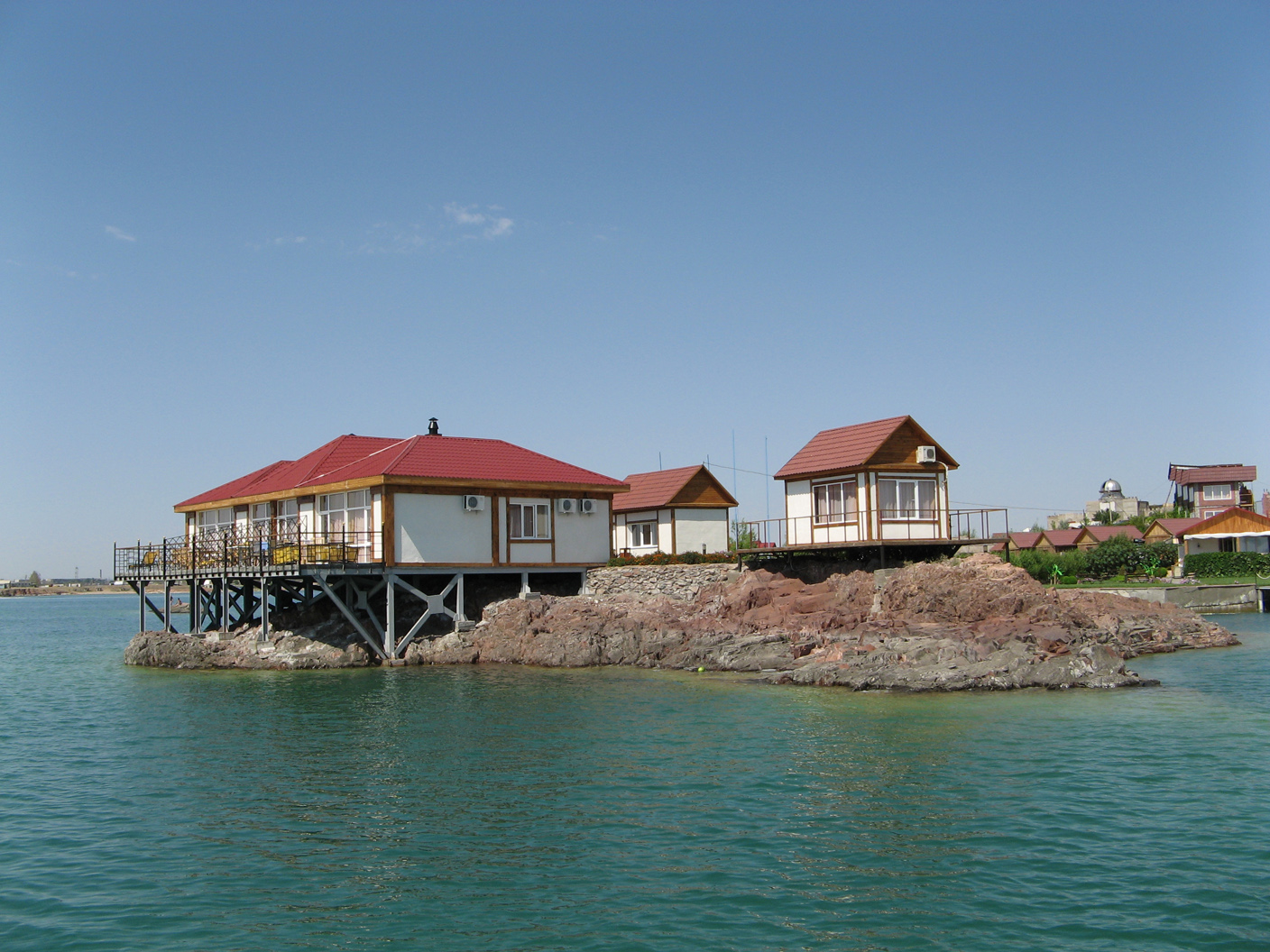
캅샤가이호

코나예프(카자흐어: Қонаев, 러시아어: Конаев)는 카자흐스탄 남동부에 위치한 도시로 인구는 61,677명(2019년 기준)이다. 일리강과 접하며 행정 구역상으로는 알마티주에 속한다. 캅샤가이 저수지(캅샤가이호)와 접한 도시이며 알마티에서 북쪽으로 76km 정도 떨어진 곳에 위치한다.
1960년대에 일리강에 캅샤가이 댐이 건설됨에 따라 신설되었으며 1970년 7월 9일에 캅샤가이(카자흐어: Қапшағай, 러시아어: Капчагай 캅차가이[*])라는 이름이 부여되었다. 2022년 3월 16일에 카심조마르트 토카예프 카자흐스탄 대통령이 해당 도시의 이름을 소련 카자흐스탄 공산당 제1서기를 역임한 정치인인 딘무하메드 코나예프에서 이름을 딴 코나예프로 바꿀 것을 제안했다. 2022년 5월 3일을 기해 캅샤가이에서 이름을 바꾼 코나예프가 알마티주의 새 주도가 되었다. 또한 알마티주의 옛 주도인 탈디코르간은 2022년 6월 8일을 기해 알마티주에서 분리되어 신설된 제티수주의 주도가 되었다.